# كارلوس توريس
كارلوس مانويل توريس (بالإسبانية: Carlos Manuel Torres)‏ (مواليد 27 يناير 1970) حكم كرة قدم باراغواياني . اكتسب شهرته من خلال إدارة بعض مباريات مسابقة كرة القدم في دورة الألعاب الأولمبية 2004 في العاصمة اليونانية أثينا و بطولة كأس أمريكا الجنوبية 2007 .

## وصلات خارجية
- كارلوس توريس على موقع Soccerway.com (الإنجليزية)